# Publio Villio Tappulo
Publio Villio Tappulo (in latino Publius Villius Tappulus; fl. II secolo a.C.) è stato un politico romano.

## Biografia
Nel 204 a.C. fu nominato edile; nei due anni seguenti fu prima pretore e poi propretore in Sicilia. Nel 201 a.C. fu uno dei decemviri delegati alla distribuzione dell'ager publicus nel Sannio ed in Apulia.
Divenne console nel 199 a.C. con Lucio Cornelio Lentulo e fu inviato in Macedonia per rilevare il comando da Publio Sulpicio Galba Massimo. Durante l'anno del suo comando non fu impegnato in nessuna battaglia di rilievo e venne rimpiazzato da Tito Quinzio Flaminino.
Nel 197 a.C. tornò in Macedonia come legato e l'anno seguente fece parte dell'ambasceria inviata presso le corti di Filippo V e di Antioco III.